# Demonax pseudonotabilis
Demonax pseudonotabilis là một loài bọ cánh cứng trong họ Cerambycidae.